# Giovanni Andrea Moniglia

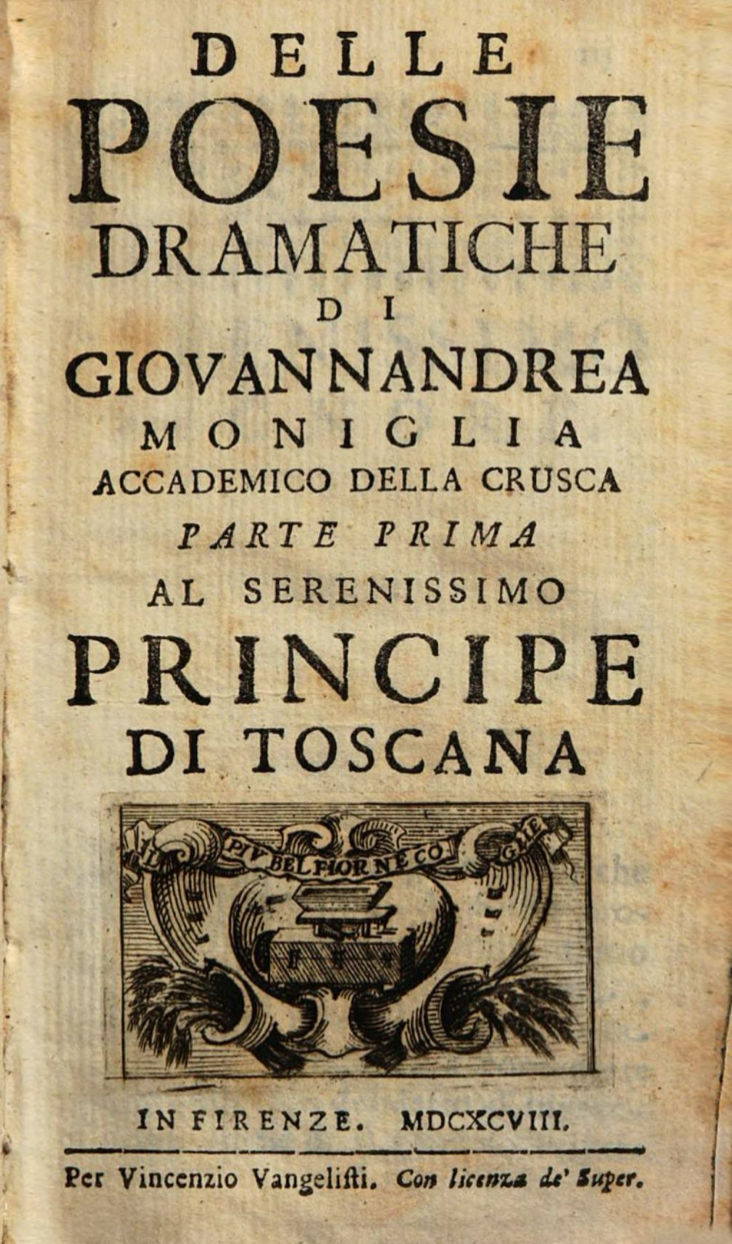
Titelblatt der Poesie Dramatiche von Giovanni Andrea Moniglia (Florenz 1698)

Giovanni Andrea Moniglia (auch Moneglia) (* 22. März 1625 in Florenz; † 21. September 1700 in Prato) war ein italienischer Arzt, Dramatiker und Librettist des Barock.

## Leben
Moniglia wurde zuerst bei Jesuiten in seiner Heimatstadt ausgebildet, bevor er seine Studien in Pisa fortsetzte, wo er am 2. April 1645 sein Studium der Medizin und Philosophie abschloss. Um 1649 wurde er in die Accademia degli Apatisti aufgenommen. Kardinal Giancarlo de’ Medici empfahl Moniglia für einen Lehrstuhl für Medizin an der Universität in Pisa, den er jedoch nicht erhielt.
Am 15. März 1656 wurde Moniglia mit einem Gehalt von 10 Scudi pro Monat zum Arzt des Kardinals Medici ernannt. In dieser Zeit begann Moniglias Tätigkeit als Theaterdichter für den Kardinal.

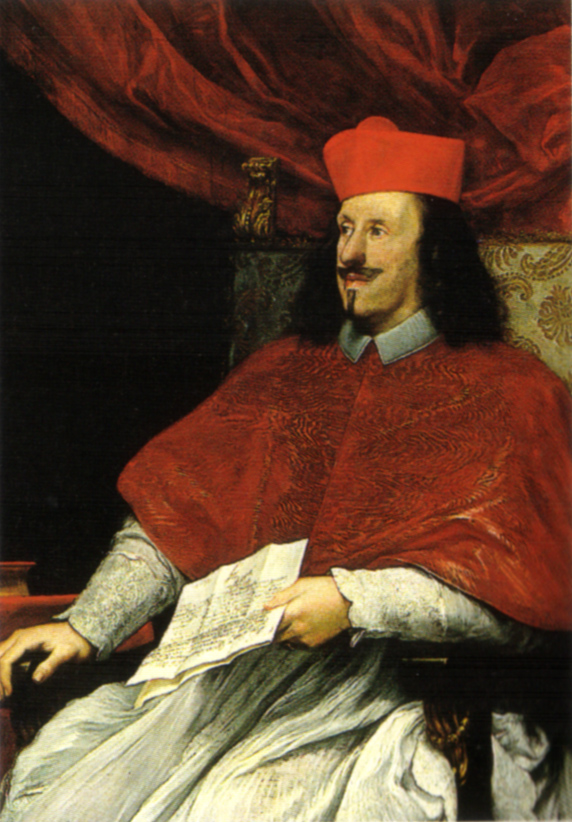
Bildnis des Kardinals Giovan Carlo de’ Medici, der Dienstherr und Förderer Moniglias

Am 4. Januar 1663 begleitete Moniglia den Kardinal Giovan Carlo de’ Medici in die Villa in Castello, wo die Proben für sein neues Bürgerdrama La vedova, ovvero Amore vuole ingegno stattfinden sollten. Der Kardinal, sein großer Förderer, verstarb aber schon am 23. Januar 1663, so dass die Aufführung nicht erfolgte.
Auf Wunsch von Leopoldo de’ Medici schrieb Moniglia das Libretto Semiramide, welches von Antonio Cesti vertont wurde. Ursprünglich für die Hochzeit des Erzherzogs Sigismund von Habsburg in Auftrag gegeben, die im September 1665 hätte stattfinden sollen. Durch seinen unerwartet frühen Tod wurde die Oper erst am 9. Juni 1667 in Wien im Hoftheater aufgeführt.
Für die Hochzeit von Johann Georg III., Kurfürst von Sachsen, mit Anne Sophia, Kronprinzessin von Dänemark, die am 9. Oktober 1666 stattfand, wurde er beauftragt, das Libretto für die Oper Il teseo zu schreiben, welches Pietro Andrea Ziani vertonte. Mit der Oper wurde am 27. Januar 1667 in Dresden das Opernhaus am Taschenberg neu eröffnet.
Am 22. Oktober 1667 unternahm er in Begleitung von Prinz Cosimo eine Reise nach Deutschland. Von dieser Reise ist ein Tagebuch in Versen erhalten.
Im Jahre 1681 erhielt er einen Lehrstuhl für Medizin an der Universität Pisa. Zehn Jahre später starb sein Sohn Niccolò Maria, im Juli 1692 seine Frau, Ottavia di Sebastiano Morando.
Im selben Jahr wurde er unter dem Namen Nardilo Azonio in die Accademia dell’Arcadia aufgenommen.
Moniglia starb am 21. September 1700 in seinem Haus in Prato bei Florenz.

## Werk (Auswahl)
- L’Apollo (Medizinische Abhandlung)
- Laurindo (drei Prosaakte mit Prolog und Zwischenspielen)
- Tagebuch der Deutschlandreise
- L’Ergirodo unter dem Namen bzw. Gelinio Valgemma Adriano 1652 (Libretto)
- Il potestà di Colognole (Musik: Jacopo Melani) 1657
- Scipione in Karthago 1657 (Libretto zur Oper)
- Laurindo (Theaterstück)
- La forza del destino 1658 (Komödie)
- Hipermestra 1658 (Libretto zur Oper)
- Il pazzo per forza (1658) (Musik: Jacopo Melani)
- Il vecchio balordo (1659) (Musik: Jacopo Melani)
- La serva nobile (1661) (Musik: Domenico Anglesi)
- Il mondo festeggiante (Ballett zu Pferd, 1661) (Musik: Domenico Anglesi)
- Ercole in Tebe (1661) (Musik: Jacopo Melani)
- Il potestà di Colognole (Libretto zur Oper 1661)
- La vedova, ovvero Amore vuole ingegno (Drama 1663)
- La schiava fortunata (Libretto zur Oper 1674)
- Il teseo (Libretto zur Oper 1667)
- Il ritorno d'Ulisse (1667) (Musik: Jacopo Melani)
- Enea in Italia (1670) (Musik: Jacopo Melani)
- Tacere et amare (1674) (Musik: Jacopo Melani)
- Il Germanico al Reno Theaterstück
- La Giocasta (1677) (Musik: Antonio Cesti)
- Quinto Lucrezio proscritto (1681) (Musik: Lorenzo Cattani)
- Ifianassa und Melampo (1685) (Musik: Giovanni Legrenzi)
- Il tiranno di Colco (1685) (Musik: Giovanni Maria Pagliardi)
- Gneo Marzio Coriolano (1686) (Musik: Lorenzo Cattani)
- Il pazzo per forza (1687) (Musik: Giovanni Maria Pagliardi)
- Dramatische Gedichte 1689–90
- Oratorium für die Heilige Geneviefa (Musik: Lorenzo Cattani)
- Hymne für S. Rinieri, den Schutzheiligen von Pisa